# Nikolajevsk ved Amur
Nikolajevsk ved Amur (russisk: Никола́евск-на-Аму́ре, tr. Nikolaevsk-na-Amure) er en by i Khabarovsk kraj i Rusland. Byen ligger 80 km fra Amurs munding, 650 km nordøst for Khabarovsk. Byen har et indbyggertal på 22.7722010. Nikolajevsk er hjemsted for fiskeri, fiskeindustri samt reparation af skibe. Desuden er der landbrugsproduktion i omegnen. Byen er uden landevejsforbindelser, så al transport sker med skib eller via byens lufthavn.

## Historie
Den russiske bosætning blev grundlagt som Nikolajevskij af Gennadij Nevelskoj 13. august 1850. Byen blev opkaldt efter zar Nikolaj I. Den fik byrettigheder og fik ændret navn til Nikolajevsk-na-Amure i 1856.
Byen blev en vigtig kommerciel havn og blev administrativt center for regionen indtil 1880, da guvernøren blev flyttet til Khabarovsk. Anton Tjekhov besøgte byen på sin rejse til Sakhalin i 1890 og bemærkede byens hurtige affolkning. Nikolajevsk kom ud af recessionen i 1896 i og med opdagelsen af guld og etableringen af laksefiskerier. 
Under Den russiske borgerkrig , hvor Nikolajevsk blev angrebet og besat af japanske tropper, faldt byens befolkning fra 15.000 til 2.000, efter at en lokal partisanleder havde jævnet byen med jorden og udvist den japanske minoritetsbefolkning. 

## Geografi

### Klima
I januar er gennemsnitstemperaturen -21 grader Celsius, mens den i juli måned ligger på 17 grader Celsius.